# Nycteris tragata
Nycteris tragata är en fladdermusart som först beskrevs av K. Andersen 1912.  Nycteris tragata ingår i släktet Nycteris och familjen hålnäsor. Inga underarter finns listade i Catalogue of Life.
Denna fladdermus har liksom andra hålnäsor hudflikar kring näsan (bladet) med ett långsmalt hål i mitten. På dessa flikar och på öronen förekommer några ljusa fläckar. Pälsen är gråbrun till rödbrun. Svansen är format som ett T. Den är helt inbäddad i svansflyghuden. De stora och avrundade öronen är inte sammanlänkade med varandra. Djuret har 46 till 51 mm långa underarmar, en 65 till 72 mm lång svans, 29 till 31 mm långa öron och en vikt av 12 till 17 g.
Arten förekommer på Malackahalvön, Borneo, Sumatra och kanske på några mindre öar i regionen. Habitatet utgörs av skogar med dipterokarpväxter samt av skogstäckta träskmarker. Mindre flockar vilar i trädens håligheter, i bergssprickor under klippor eller i andra gömställen som vägtrummor.
Lätet för ekolokaliseringen är en melodi som har sin högsta intensitet vid cirka 84 kHz. Dräktiga honor och honor med aktiva spenar hittades under alla årstider. Per kull föds en unge.
Beståndet hotas av skogsavverkningar när jordbruksmark etableras samt av skogsbränder. IUCN kategoriserar arten globalt som nära hotad.